# Macaduma bipunctata
Macaduma bipunctata là một loài bướm đêm thuộc phân họ Arctiinae, họ Erebidae.